# Case editrici giuridiche per lingua
Elenco delle principali case editrici giuridiche ordinate per lingua di pubblicazione.

## Inglese
Fonte: Locating the Law
1. LexisNexis, divisione editoriale di Reed Elsevier, ne fanno parte:
  - LexisNexis Butterworths (Regno Unito, Irlanda, Canada, Australia, Nuova Zelanda, Sudafrica, India)
2. West Publishing, una divisione della Thomson Reuters, ne fanno parte:
  - Westlaw
  - FindLaw
3. Wolters Kluwer, ne fanno parte
  - CCH (Commerce Clearing House)
4. James Publishing (USA)
5. Juta (Sudafrica)
6. vlex (USA e Regno Unito)
7. All India Reporter
8. PLD Publishers,kausar law book publishers (Pakistan)
9. Mainstream Law Reports (Bangladesh)
10. LDC Publishers (Uganda)

Altre case editrici giuridiche in lingua inglese:
- Bedford Square Press[1]
- Blackstone Press[2]
- Blackwell Scientific Publications[3]
- Blay's Guides[3]
- Butterworths[2]
- Cameron May[4]
- CCH Editions[2]
- Chancery Law Publishing[5]
- Codify Legal Publishing[6]
- ESC Publishing[7]
- Fourmat Publishing[8]
- Henry Stewart Publications[8]
- Jordans & Sons[8]
- Kluwer Law[8]
- Legal Action Group[9]
- Lloyd's of London Press[8]
- Longmans,[8] (Longman Law Tax & Finance)[7]
- MBC Information Services[3]
- Oxford University Press[8]
- Pitman Publishing[8]
- Shaw & Sons[10]
- Sweet & Maxwell[10]
- Tolley Publishing Co Ltd[10]
- Waterlow Directories[3]
- Waterlow Publishers[11][12]
- William S. Hein[13]
- Whitelocke Publications[14]

## Francese
1. Éditions Lefebvre Sarrut, ne fanno parte
  - Dalloz

## Tedesco
Fonte: 
1. Beck, ne fanno parte
  - Nomos
2. Boorberg
3. de Gruyter
4. Heymanns (Wolters Kluwer)
5. Juris (= Juristisches Informationssystem für die Bundesrepublik Deutschland)
6. ÖGB Verlag, Vienna
7. Manz, Vienna
8. Mohr Siebeck
9. Otto Schmidt
10. Schulthess, Zurigo
11. Stämpfli, Bern

## Italiano
1. Éditions Lefebvre Sarrut Italia, ne fanno parte
  - Giuffrè Francis Lefebvre
2. Wolters Kluwer Italia, ne fanno parte: 
  - UTET Giuridica
  - IPSOA
  - CEDAM
3. Maggioli
4. Giappichelli
5. Il Sole 24 Ore Editore
6. Egaf edizioni (circolazione stradale)

## Giapponese
Fonte: 
1. Dai-Ichi Hoki
2. Shinnippon-Hoki (Westlaw)
3. Yuhikaku

## Russo
1. ConsultantPlus
2. Garant
3. Kodeks

## Spagnolo
1. vLex (Spagna e America latina)